# Emilia Karlowna Pawlowskaja

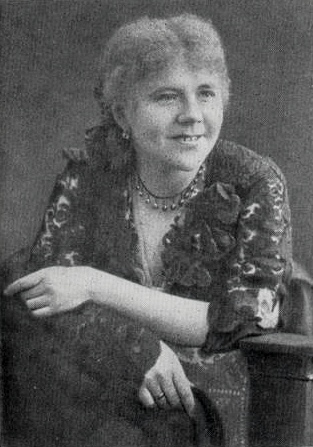
Emilija Pawlowskaja, um 1917

Emilia Karlowna Pawlowskaja (russisch Эми́лия Ка́рловна Павло́вская geb. Bergmann; * 18. Junijul. / 30. Juni 1853greg. in Sankt Petersburg; † 23. März 1935 in Moskau) war eine russische Opern- und Konzertsängerin (Sopran) sowie Gesangslehrerin am Moskauer Bolschoi-Theater.

## Leben und Wirken

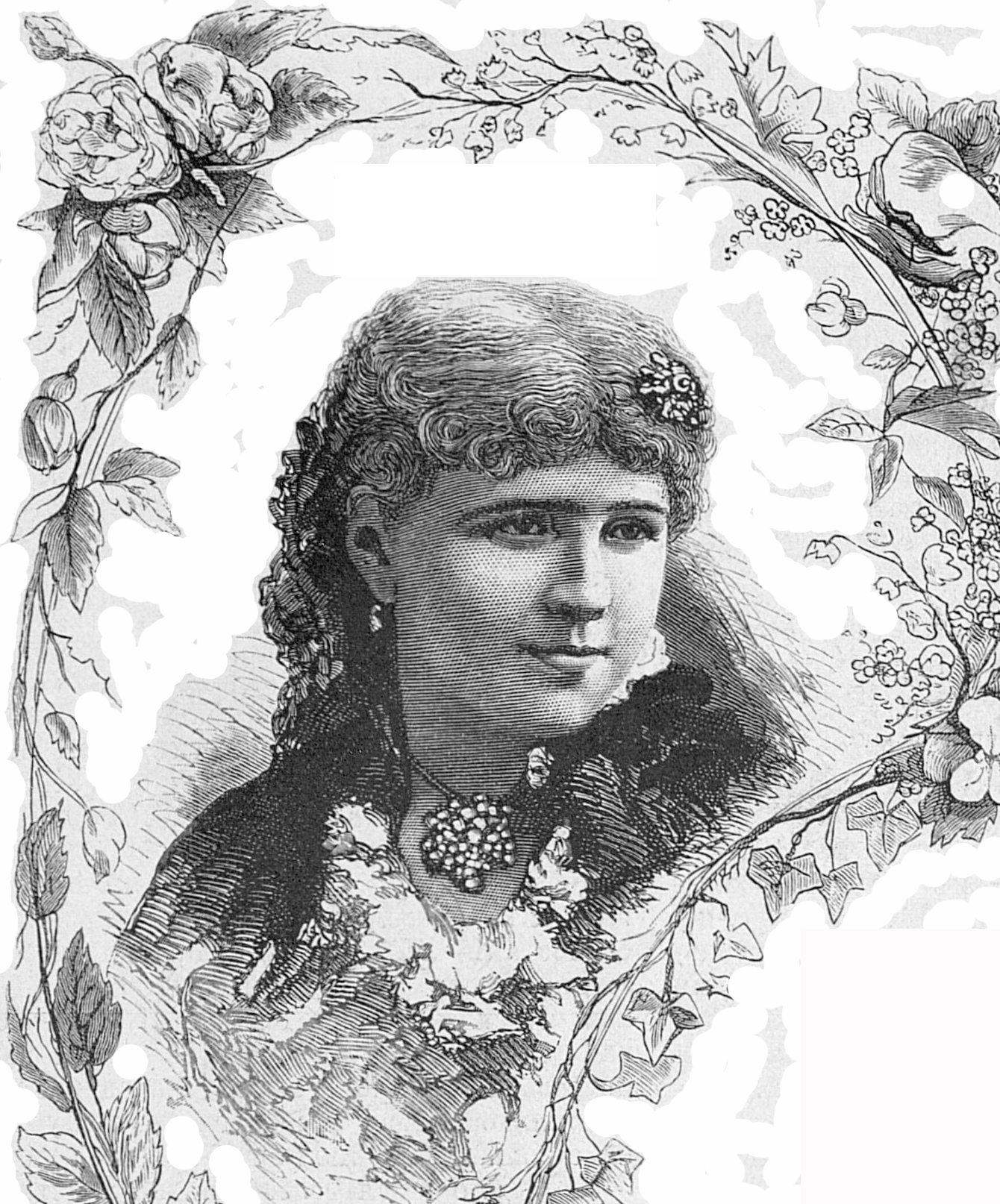
Emilija Pawlowskaja (Gravur von 1885)

Emilia Pawlowskaja wurde als Tochter des  lutherischen Schneidermeisters Carl Johann Bergmann und seiner Ehefrau Annette Marie geb. Kentmann geboren. Im Familienstammbuch werden ihre Vornamen als „Emilie Heinriette“ angegeben. In der ersten Hälfte des Jahres 1863/64 erhielt sie Klavierunterricht bei Anton Rubinstein. 
Im Januar 1866 trat sie in das St. Petersburger Konservatorium ein. Ermöglicht wurde dies durch Großherzogin Elena Pawlowna, bei der Emilias Onkel als Gärtner angestellt war, und die Emilia und ihre Schwestern schon als Kinder kennengelernt hatte. Emilia trat in die Klavierklasse von Gustav Gross ein und schloss ihr Klavierstudium 1869 mit einer Prüfung ab. Anschließend studierte sie Gesang u. a. bei Louise Héritte-Viardot, der Tochter von Pauline Viardot-Garcia, und ab 1870 bei Camille Everardi (1824–1899). Sie nahm als Pianistin an Studentenkonzerten teil und wirkte als Klavierbegleiterin von Everardi. Ihr Gesangsstudium schloss sie 1873 ab. Sie ging im selben Jahr mit ihrem Mann, dem Sänger Sergej Pawlowsky, der ebenfalls am St. Petersburger Konservatorium studiert hatte, nach Italien.
Ihr Debüt als Opernsängerin hatte sie 1873 in Cremona in Verdis Maskenball, hier sang sie zusammen mit ihrem Mann. 1874 folgten Aufführungen in Ravenna, Asti und Turin. Von 1875 bis 1876 war sie am Opernhaus Valletta auf Malta engagiert. 1876 kehrte sie nach Russland zurück und debütierte im selben Jahr am Opernhaus Kiew. Es folgten Engagements in privaten Opernkompanien: von 1876 bis 1879 bei Josef Setow in Kiew, von 1879 bis 1880 bei Petr Medvetev in Charkow, 1880 an der Privaten Russischen Oper des Kunstmäzens Sawwa Mamontow in Moskau und von 1880 bis 1883 bei I. Pitoeva in Odessa und Tiflis.
In den Spielzeiten 1883/1884 und 1888/1889 war sie am Bolschoi-Theater engagiert und in den dazwischenliegenden Jahren von 1883 bis 1888 am St. Petersburger Mariinski-Theater. An beiden Bühnen wirkte sie als Primadonna und sang bei zahlreichen Premieren sowie russischen Erstaufführungen. Im Jahr 1884 wirkte sie in der Uraufführung der Oper Mazeppa in der Rolle der Maria und 1887 in der von  Tschaikowski selbst dirigierten Uraufführung seiner Oper Die Zauberin in der Rolle der Kuma mit.
1884 und 1887 gastierte sie außerdem nochmals in Charkow und trat in Russalka, Aida, La Traviata und La Gioconda auf. 1892 gab sie Gastspiele an der Kiewer Oper und verabschiedete sich im selben Jahr von der Bühne. Fortan war sie als Gesangslehrerin tätig, ab 1895 leitete sie eine Opernklasse am Moskauer Bolschoi-Theater. Einer ihrer berühmten Schüler war der Tenor Dimiri Smirnow. 1921 trat sie nochmals als Solistin am Moskauer Simin-Operntheater auf.
Pawlowskaja war seit 1873 mit dem Opernsänger (lyrischer Bariton) Sergej Efgrafowitsch Pawlowsky (1846–1915) verheiratet. Ab 1889 war er Direktor des Bolschoi-Theaters. Die Ehe war kinderlos.
Pawlowskaja starb am 23. März 1935 in Moskau und wurde auf dem Wwedenskoje-Friedhof beigesetzt (Quartier Nr. 19).

## Auszeichnungen und Widmungen
Im Jahr 1934 erhielt sie die Auszeichnung Verdienter Künstler der Sowjetunion.
Pjotr I. Tschaikowski, der Pawlowskaja als Sängerin sehr schätzte, widmete ihr seine Romanze Frage nicht op. 57,3 (nach einem Text von Alexander Strugowschtschikow, beruhend auf Heiß mich nicht reden aus Goethes Wilhelm Meisters Lehrjahre).

## Nachlass und Veröffentlichungen
Archivmaterial über die Sängerin befindet sich im Russischen Staatsarchiv für Literatur und Kunst (RGALI), im Staatlichen Zentralen Theatermuseum A. A. Bachruschin und dem Staatlichen Zentrum für Metallurgie M. I. Glinka. Ihr Briefwechsel mit Peter Tschaikowski mit über 40 erhaltenen Briefen Tschaikowskis an Pawlowskaja aus der Zeit von 1884 bis 1888 wurde 1940 veröffentlicht und ist im Tschaikowski-Museum in Klin archiviert. Pawlowkaja schrieb ihre Erinnerungen an Tschaikowski auf; diese wurden 1960 in einem Sammelband in russischer Sprache veröffentlicht.

## Rollen (Auswahl)

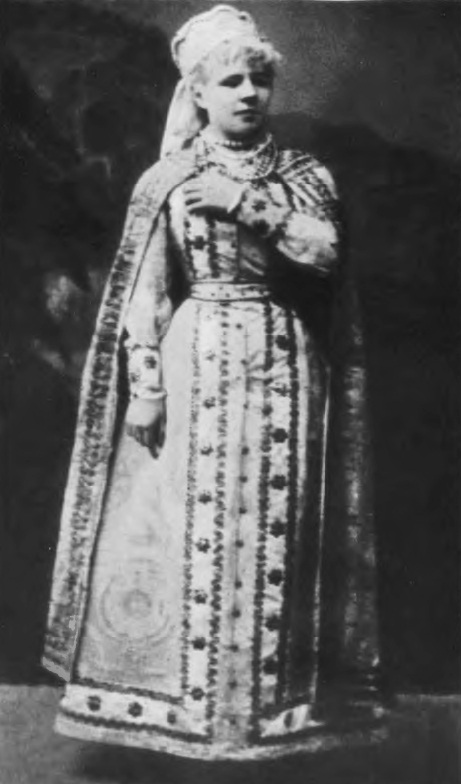
Pawlowskaja als Natalja in Der Opritschnik (Mariinski-Theater 1879)

- Amina in La Sonnambula von  Vincenzo Bellini
- Margarita in Mefistofele von Arrigo Boito, russische Erstaufführung im Mariinski-Theater, 1886
- Marie in Die Regimentstochter von Gaetano Donizetti
- Norina in Don Pasquale von Gaetano Donizetti
- Rosina in Der Barbier von Sevilla von Gioachino Rossini
- Oskar in Ein Maskenball von Giuseppe Verdi, Bolschoi-Theater
- Amelia in Ein Maskenball von Giuseppe Verdi
- Titelrolle in Aida von Giuseppe Verdi
- Desdemona in Otello von Giuseppe Verdi
- Violetta in La Traviata von Giuseppe Verdi, Mariinski-Theater
- Titelrolle in Carmen von Georges Bizet
- Margarethe in Faust von Charles Gounod
- Manon Lescaut in Manon von Jules Massenet (russische Erstaufführung im Mariinski-Theater, 1885)
- Valentina in Die Hugenotten von Giacomo Meyerbeer
- Natascha in Russalka von Alexander Dargomyschski
- Ljudmila in Rusan und Ljudmila von Michail Glinka
- Antonida in Ein Leben für den Zaren von Michail Glinka
- Adele in Harold von Eduard Nápravník
- Titelrolle in Cordelia von Nikolai Solowjow, Mariinski-Theater
- Natalja in Der Opritschnik von Pjotr I. Tschaikowski, Mariinski-Theater,
- Maria in Mazeppa von Pjotr I. Tschaikowski, Uraufführung 1884 am Bolschoi-Theater
- Tatjana in Eugen Onegin von Pjotr I. Tschaikowski, Mariinski-Theater
- Lisa in Pique Dame von Pjotr I. Tschaikowski
- Kuma in Die Zauberin von Pjotr I. Tschaikowski (Uraufführung am 20. Oktober 1887, dirigiert von P. I. Tschaikowski im Mariinski-Theater)
- Brünnhilde in Götterdämmerung von Richard Wagner
- Titelrolle in Tamara von Boris von Vietinghoff-Scheel, Mariinski-Theater

## Rezensionen
„Sie hat eine flexible, starke Stimme (mit kehligem Schimmer) mit „fließendem“ Timbre, einer breiten Ausdruckskraft und perfekten Koloraturtechnik.“
Opernsänger Wassili Schkafer beschrieb Pawlowskayas Stimme als „nicht schön“, jedoch mit reicher Ausdruckskraft.
In seiner Rezension schrieb ein Musikkritiker nach Pawloskajas Moskauer Debüt als Violetta, sie habe eine große, gute und schöne aber nicht besonders kraftvolle Stimme; dafür hob er ihre Erfahrung, Anmut, intelligente Phrasierung und ihre vorhandenen Fähigkeiten einer erstklassigen Schauspielerin hervor.
Der Musikkritiker Nikolai Kaschkin schrieb 1888, dass Pawlowskajas stimmliche Kraft eher bescheiden sei, würdigte hingegen ihr künstlerisches Talent und betonte die künstlerische  Integrität ihrer Darstellung.